# Mas Cullell
Mas Cullell és una obra de Sant Hilari Sacalm (Selva) inclosa a l'Inventari del Patrimoni Arquitectònic de Catalunya.

## Descripció
Masia aïllada situada a 7 km. de Sant Hilari.
Edifici de planta baixa i pis, però amb diversos cossos diferents en alçada, i coberta a dos vessants i amb ràfec de fusta.
Totes les finestres tenen dimensions diferents i quasi totes en arc pla i estan envoltades de maó. L'antic portal del graner ha estat convertit en finestra. A la façana realitzada en pedra hi ha senyals de que algunes obertures han estat tapades.

## Història
El mas fou utilitzat com a hostal i lloc de parada per la ruta que anava a Vic.
Segons la inscripció de la façana l'edifici es reformà el 1939.